# Abraxas antinebulosa
Abraxas antinebulosa là một loài bướm đêm trong họ Geometridae.